# Tibor Tatai
Tibor Tatai (* 4. August 1944 in Pöse, Komitat Vas) ist ein ehemaliger ungarischer Kanute.

## Erfolge
Tibor Tatai nahm an den Olympischen Spielen 1968 in Mexiko-Stadt teil, wo er im Canadier über die 1000-Meter-Distanz antrat. Als Zweiter seines Vorlaufs qualifizierte er sich für das Finale. In diesem setzte er sich bereits nach halber Renndistanz an die Spitze des Feldes und beendete auch das Rennen auf dem ersten Platz. Damit wurde Tatai vor Detlef Lewe aus Deutschland und Witali Galkow aus Russland Olympiasieger. Zwei Jahre später gewann er auch bei den Weltmeisterschaften in Kopenhagen über dieselbe Distanz den Weltmeistertitel. 1971 sicherte er sich in Belgrad über die 1000 Meter WM-Silber. Noch vor den Olympischen Spielen 1972 in München beendete er seine aktive Karriere und wandte sich dem Berufsleben zu.